# Jangui
Le jangui désigne une viennoiserie française conçue à partir de pâte à brioche et de beurre, en forme d'accordéon doré, saupoudrée de sucre glace. Le nom de cette viennoiserie semble venir des janguis qui sont désignés comme des fakirs contemplatifs dans un conte de Voltaire intitulé Bababec et les fakirs, paru en 1750.

## Ingrédients et recette
La pâte à brioche comprend 200 g de farine, 4 g de levure, 15 g de sucre en poudre, 4 g de sel fin, 2 œufs, 250 g de beurre, du gros sucre cristallisé et du sucre glace. Le temps de préparation comprend environ 40 minutes, suivi par 15 minutes de cuisson pour 16 pièces environ, puis 3h30 de repos. 
Une fois la pâte à brioche reposée, son volume ayant doublé, le beurre en morceaux y est incorporé en faisant deux tours, comme pour un feuilletage, en abaissant la pâte jusqu'à la formation d'une bande trois fois plus longue que large. La pâte est alors pliée en trois, le tiers de la pâte le plus éloigné de soi étant rabattu sur le milieu, puis le tiers restant étant replié sur le dessus pour former un pâton de trois couches. Le pâton est alors tourné pour que le bord coupé du dernier pli se trouve sur sa droite. Le premier tour est ainsi effectué.
La pâte est alors laissée au repos pendant 30 minutes dans un sac isolé de l'air ambiant et après chaque tour. La pâte est abaissée sur 1,5 cm d'épaisseur, puis imprégnée de part et d'autre de sucre cristallisé, avant d'être découpée en allumettes de 7 cm de long et de 2 cm, qui sont ensuite rangées sur la tranche, assez espacées les unes des autres, sur une plaque antiadhésive, avant d'être à nouveau parsemées de gros sucre cristallisé, puis laissées à reposer pendant 2 heures à température ambiante.
Le mets est ensuite cuit pendant environ 15 minutes à 190°C, la cuisson permettant aux janguis de s'ouvrir en accordéons dorés. La dégustation de ces viennoiseries s'effectue à température tiède, avec du sucre glace saupoudré dessus.